# Februarie 1980
Acest articol este generat integral pe baza informațiilor din articolul 1980 și este actualizat periodic de un robot.
 Editările făcute în articol vor fi șterse la următoarea actualizare! Dacă doriți să faceți modificări, editați articolul-sursă.

ianuarie -
februarie -
martie -
aprilie -
mai -
iunie -
iulie -
august -
septembrie -
octombrie -
noiembrie -
decembrie
Februarie 1980 a fost a doua lună a anului și a început într-o zi de vineri.

## Evenimente
- 13 februarie: Ceremonia de deschidere a celei de-a XIII-a ediții a Jocurilor Olimpice de iarnă de la Lake Placid, New York.
- 15 februarie: A fost lansată la apă, prima navă de pescuit oceanic „Parângul”, construită la Brăila, în România.

## Nașteri
- 1 februarie: Simona Spiridon, handbalistă română
- 3 februarie: George Ogăraru, fotbalist român
- 3 februarie: Raluca Sandu, jucătoare română de tenis
- 5 februarie: Cristian Ioan Dancia, fotbalist român
- 9 februarie: Angelos Charisteas, fotbalist grec (atacant)
- 9 februarie: Pierre Ebéde (Pierre Romain Owono Ebéde), fotbalist camerunez (portar)
- 11 februarie: Mark Bresciano, fotbalist australian
- 11 februarie: Theresa Scholze, actriță germană
- 12 februarie: Juan Carlos Ferrero, jucător spaniol de tenis
- 12 februarie: Aliona Lesnicenco, pictoriță ucraineană
- 12 februarie: Christina Ricci, actriță americană
- 13 februarie: Sebastian Walter Kehl, fotbalist german
- 13 februarie: Raluca Ciulei, jucătoare de tenis română
- 14 februarie: Volodîmîr Lukașenko, scrimer ucrainean
- 17 februarie: Loránd-Bálint Magyar, politician român
- 17 februarie: Klemi Saban, fotbalist israelian
- 18 februarie: Cezar Florin Ouatu, cântăreț român
- 20 februarie: Artur Boruc, fotbalist polonez (portar)
- 20 februarie: Dušan Đokić, fotbalist sârb (atacant)
- 20 februarie: Laura-Mihaela Moagher, politician român
- 20 februarie: Artur Boruc, fotbalist polonez
- 21 februarie: Tiziano Ferro, muzician italian
- 21 februarie: Levan Korgalidze, fotbalist georgian (atacant)
- 21 februarie: Vladîslav Treteak, scrimer ucrainean
- 24 februarie: Shinsuke Nakamura, wrestler și luptător de MMA japonez
- 25 februarie: Simona Vintilă, fotbalistă română
- 21 februarie: Jigme Khesar Namgyel Wangchuck, monarh al Bhutanului (din 2006)
- 21 februarie: Gabriel-Ioan Avrămescu, politician
- 26 februarie: Júlio César da Silva e Souza, fotbalist brazilian
- 27 februarie: Constantin Diță, actor român
- 28 februarie: Lucian Bute, pugilist româno-canadian
- 28 februarie: Christian Poulsen, fotbalist danez

## Decese
Camara Laye, 52 ani, scriitor guineean (n. 1928)
Antim Angelescu, episcop român (n. 1893)
Albert Murray, Baron Murray of Gravesend, 50 ani, politician britanic (n. 1930)
Hans Hermann, 95 ani, pictor sas (n. 1885)
David Janssen (n. David Harold Meyer), 48 ani, actor american (n. 1931)
Edward Thomas Copson, 78 ani, matematician britanic (n. 1901)
Oskar Paulini, 75 ani, scriitor german (n. 1904)
Aldo Andreotti, 55 ani, matematician italian (n. 1924)
Gheorghe Ștefan, istoric și arheolog român (n. 1899)